# Nationalparken Plitvicesøerne
Nationalparken Plitvicesøerne (kroatisk: Nacionalni park Plitvička jezera) er et naturområde i Kroatien med mange søer. Nationalparken er på 296,85 km². I 1979 blev parken optaget på UNESCOs Verdensarvsliste. Parken bliver besøgt af godt 1 million om året.
Flere Winetou film er optaget ved disse søer.